# USS San Juan (SSN-751)
Pour les autres navires du même nom, voir USS San Juan.
Le USS San Juan (SSN-751) est un sous-marin nucléaire d'attaque américain de classe Los Angeles nommé d'après San Juan à Porto Rico.

## Histoire du service
Construit au chantier naval Electric Boat de Groton, il a été commissionné le 6 août 1988 et est toujours en service dans l'United States Navy en 2022.
Le 19 mars 1998, l'USS San Juan, qui est en plongée, est heurté par le SNLE USS Kentucky (SSBN-737) de classe Ohio, naviguant en surface, au large de Long Island. L'accident, qui ne fait aucune victime, est attribué à des erreurs humaines.